# Prison Escape
Prison Escape (The Escapist) è un film del 2008 diretto da Rupert Wyatt.
La pellicola è un dramma carcerario interpretato da Brian Cox, Damian Lewis, Joseph Fiennes e Dominic Cooper, presentata con successo al Sundance Film Festival e successivamente fuori concorso alla 26ª edizione del Torino Film Festival.
All'interno del carcere, tra i detenuti vi è la comparsa del campione di wrestling Stephen Farrelly, noto in WWE e tra i fan dello stesso sport-entertainment come Sheamus. Ma quando fu girato il film Farrelly lottava ancora nelle federazioni indipendenti.
Il film vinse il premio come miglior produzione ai British Independent Film Awards 2008.

## Trama
L'ergastolano Frank Perry vive ormai con la rassegnazione, sapendo di dover scontare giorno per giorno la sua condanna, ma quando un'inaspettata lettera lo informa delle gravi condizioni di salute in cui versa l'amata figlia, Frank decide che deve rincontrarla a tutti costi, così medita di fuggire dal carcere. Ma il non più giovanissimo Frank non è in grado di organizzare la fuga da solo, così raduna un gruppo diversificato di detenuti. Durante l'organizzazione del piano di fuga, nel penitenziario arriva il giovane James Lacey, che diventa il nuovo compagno di cella di Frank. Il giovane diventa presto vittima delle attenzioni particolari del tossicodipendente Tony, fratello di Rizza, leader incontrastato di quel braccio di prigione.
Il film si districa attraverso due narrazioni parallele, raccontando gli avvenimenti antecedenti la fuga e la fuga stessa.

## Produzione

### Cast
- Brian Cox è Frank Perry, un solido e flemmatico ergastolano che da tempo ha accettato il fatto che non sarà mai più libero.
- Joseph Fiennes è Lenny Drake, esperto scassinatore.
- Dominic Cooper è James Lacey. Un prigioniero appena arrivato e compagno di cella di Frank.
- Damian Lewis è Rizza, uno spietato detenuto che governa gli altri detenuti.
- Seu Jorge è Viv Batista. Confeziona e spaccia droghe in carcere.
- Liam Cunningham è Brodie, amico di Frank
- Steven Mackintosh è Tony. Fratello tossicodipendente di Rizza, è fonte di molti conflitti, a causa delle attenzioni sessuali che riserva ad alcuni detenuti.

## Colonna sonora
All'interno del film è presente una versione di Leonard Cohen di The Partisan, inoltre il gruppo britannico Coldplay ha composto il brano The Escapist, presente nei titoli di coda del film ed incluso come traccia fantasma nel loro album Viva la vida or Death and All His Friends.